# Бикатунский острог
Бикатунский острог (Бийкатунский острог) — укреплённое поселение у истока реки Оби, существовавшее в 1709—1710 годах. Первый русский опорный пункт на территории Южной Сибири современного Алтайского края.
Острог был построен по указанию военной администрации Петра I в давно присмотренном стратегически важном месте, вблизи переправы и позволял русским служилым людям контролировать перемещения противника в регионе. Летом 1710 года Бикатунский острог сыграл решающую роль в подготовке к отражению нападения джунгарской армии на Кузнецкую крепость. Был уничтожен джунгарами при отступлении. Через несколько лет военное укрепление в этом районе было восстановлено, хотя и в другом месте вверх по реке Бии. Строительство острога сыграло определённую роль в военно-дипломатическом соперничестве Джунгарского ханства и Российского государства.

## Целесообразность строительства укреплённого пункта
Возведение острогов и строительство городов в Сибири, Забайкалье и Приамурье имело, строго определённый царской администрацией, порядок. В новые Сибирские земли вместе с торговыми артелями направлялись служилые люди. Получая инструкции Сибирского приказа, они строили на присоединённых территориях различные укреплённые поселения. В них свозилась дань с зависимого аборигенного народа, и там же собиралась пошлина с торгово-промышленных людей. Быстрое профессиональное сооружение крепостей обеспечивало высокие темпы русской колонизации Сибири. В XVII веке население верховий Оби и междуречья Бии и Катуни не подчинялось Русскому царству. На этой территории проживали этнические группы северных алтайцев: тубалары, челканцы, кумандинцы и керсагальцы, которых в русских документах чаще всего называли «калмыками» или «белыми калмыками», в начале XVIII в. — «барабинцами». Они являлись данниками Алтай-Теленгитского княжества и не платился ясак русскому царю, что определялось затруднительностью их военного подчинения, а также низкой заинтересованностью обеих сторон в развитии торговли. В XVI—XVII веках освоение Сибири происходило преимущественно по рекам и широким водоразделам в широтном направлении запад-восток. При этом Верхнее Приобье оставалось намного южнее основных маршрутов продвижения на восток. После заключения мирного договора с телеутами в 1609 году, эта территория получила название «Телеутская землица». Базами для её освоения были построенные на реке Томи, Томский (1604 год) и в 1618 году — Кузнецкий остроги. Военная экспедиция под руководством сына боярского Фёдора Пущина весной 1632 года закончилась неудачно. Получив приказ томского воеводы обложить данью телеутов в истоках реки Бии, он с небольшим отрядом казаков и двумя толмачами отправился в верховья Оби. Но в районе устья реки Чумыш был обстрелян телеутами и вынужден был вернуться обратно в Томск. По версии историка А. П. Уманского, военная экспедиция Пущина, не встретив аборигенного населения, оказалась просто безрезультатной, а сообщение о столкновении был им выдуманы для оправдания. После этого военные походы в Телеутские земли из Томска не предпринимались.
Экспансия в район истоков Оби шла также и в другом направлении — с северо-востока, из верховьев реки Томи.  Для этого надо было пересечь низкие хребты, образующие водораздел Томи и Оби. Вооружённые отряды успешно перемещались в зимнее время  на лыжах. В 1625 году служилые люди из Кузнецкой крепости впервые собрали ясак с телесов в верховьях Бии. В 1627 году местное население (телесы) пыталось сопротивляться отряду под командованием Петра Дорофеева, но были разбиты. Однако вскоре сбор ясака оказался временно невозможен из-за дальнейшего сопротивления аборигенов. Хотя позже это сопротивление было сломлено, отношения оставались напряжёнными. Для закрепления в регионе казакам и служилым людям требовался опорный пункт. Благоприятным фактором стало изменение внешней политики Джунгарского ханства. В начале XVIII века джунгары вынудили подчинённое им население Верхнего Приобья откочевать во внутренние районы Джунгарии. Сооружение на слиянии Бии и Катуни острога было логичным следующим шагом в продвижении на юг.

## Выбор места
Впервые возможность строительства военного укрепления в районе междуречья Бии и Катуни упомянута в 1650 году. В челобитной казака Поспела Иванова о поездке в долину Катуни говорится: 
«…присмотрел я, холоп твой, на усть Бии и Катуни реки на левой руке место — на колмацком перевозе яр верст на десять. А мочно, государь, в том месте быть твоему государеву острогу потому что стало, государь, то место на колмацком перевозе средь земель неясашных. И только, государь, будет острог, и твоим государевым ясашным людем Кузнецкого уезду всем от твоих государевых изменников и непослушников, ото всех немирных орд будет оборон». 
В сообщении томского воеводы князя М. П. Волконского в том же году сказано, что теленгитский князь Самарган просил о пожаловании ему права «на уст Бии и Катуни реки острог поставить».
В 1653 году служилые люди Кузнецкого острога угрожали покинуть службу и уйти на устье Бии, самостоятельно построив себе там острог. Об этом заявил участник военных походов на Северный Алтай — хороший знаток местности, атаман Пётр Дорофеев. В картографических сочинениях второй половины XVII в. указано, что место у слияния Бии и Катуни пригодно для земледелия. Так оно было упомянуто в заметках руководителя русской делегации в Китай Николая Спафария-Милеску. В «Описании новых земель сиречь Сибирского царства», написанном около 1683 года подьячим Сибирского приказа Никифором Венюковым (или позже приписанном ему), сказано: «И вверх около великих рек и устий Бии и Катуни места зело изобильные лесами и полями, черность земляная в рост человека вышиною, зверя всякого, птицы и рыбы всякой великое множество. И только бы де изволили и указали Великие Государи на том месте на устья Бии и Катуни город или острог поставить, и им бы Великим Государям великая прибыль была…». На карте Тартарии 1687 года, составленной  нидерландцем Николаасом Витсеном по материалам, полученным во время поездки в Москву, на правом береги Бии вблизи устья показан населённый пункт под названием «Katounaon». Таким образом, в середине XVII века, в Сибирском приказе уже существовали сведения о подходящем для создания укрепления месте — у слияния Бии и Катуни.

## Местоположение острога
Точное местонахождение Бикатунского острога неизвестно. Наиболее вероятная географическая локализация — в 3 км ниже по реке Бии от городской застройки (ниже лесопарковой зоны городского района «Квартал АБ», на высоком берегу напротив устья современной Катунской (Иконниковской) протоки, связывающей Катунь и Бию. Выбор именно этого места определялся следующими факторами:
1. На реке Бии выше слияния с Катунью находилась «плавёжная переправа»: в этом месте реку пересекал древний торговый путь, проходивший из Центральной Азии вдоль северных предгорий Алтая далее на Север. Здесь же к переправе подходил другой древний торговый путь, ведущий вдоль Катуни (близко к направлению «старого Чуйского тракта») на юг в Западную Монголию. Этот путь упомянут в книге Никифора Венюкова: «тем местом Калмыки Черные из своей земли в Мунгальскую и Киргизскую земли ходят, а Мунгалы и Киргизы тем же местом ходят к ним, калмыкам»;
2. Местность на правобережье Бии представляла собой возвышенные песчаные дюны — «Красный яр», и тем самым отлично подходила для строительства укрепления;
3. По предположению краеведов-исследователей истории Бийска Б. Х. Кадикова и С. Ю. Исупова, место у истока Оби имело важное сакральное значение[11]. Так С. Ю. Исупов указывает, что в записях путешествовавшего по Алтаю священника Иоанна Восторгова о беседах  с местными старообрядцами есть сообщения о пророчестве: в «конце мира» именно на этом месте произойдёт некая решающая битва[12].

По другой версии, острог мог располагаться на «стрелке» Бии и Катуни — в самом месте слияния двух рек. Этой же версии придерживался известный историк Ю. С. Булыгин. Большой остров у слияния рек называется «Иконников», а местность на правобережье Бии напротив него — «Вихоревка». По предположению бийских краеведов, это слово могло быть русификацией древнего топонима, имевшего монгольский корень «хайра» — «святой», то есть буквально означавшего «святое место в устье реки». Возможно, этот топоним указывает, что в XVII веке в районе будущего острога существовали религиозные святилища, и это также подчёркивало особое значение этой местности. Здесь в прошлом находилась деревня Вихоревка (ныне не существует), скотоприемный пункт, велись разработки грунта, была построена лодочная станция. Поэтому вся местность сильно изменилась.

## Строительство Бикатунского острога
29 февраля 1708 года губернатор Сибири князь М. П. Гагарин распорядился отправить из Сибирского приказа указ кузнецкому воеводе и стольнику Михаилу Овцыну «Кузнецкого уезду на реках Бии и Катуни в пристойном месте для збору ясашной казны и к селению пашенных крестьян построить острог со всякими крепостьми». В указе были оговорены меры специального снабжения и повышенное жалованье для добровольцев, изъявивших желание нести службу в этом новом укреплении — «а государево жалованье им дано будет против иных городов служилых людей».
5 марта того же года эта грамота была подготовлена в Сибирском приказе и отправлена Овцыну. Но воевода Михаил Овцын получил указ только 30 сентября 1708 года, и отложил посылку отряда для строительства острога до лета следующего года. Он сообщил об этом решении сибирскому губернатору князю Гагарину, мотивируя это необходимостью тщательной подготовки и зимним временем. Исполнение данного указания было затруднено малочисленностью гарнизона Кузнецка и нехваткой военного снаряжения. В указе от 15 июля 1708 года дано дополнительное указание тщательно обеспечить отряд боеприпасами.
В начале июня 1709 года из Кузнецкой крепости выдвинулась экспедиция к истоку реки Бии. Согласно отчёту, уже 18 июня, через 16 дней после выхода из Кузнецка, строительство было завершено. Спешно вернувшиеся в Кузнецк участники строительства приняли участие в успешном отражении нападения телеутов. В сохранившемся списке участников строительства острога и участников обороны Кузнецка числится 646 человек, в том числе: кузнецких дворян, детей боярских, казачьих командиров и подьячих 50 человек, рядовых конных казаков — 86, пеших казаков — 132, кузнецких казачьих детей — 253, присланных из Томска, казачьих детей — 5, барабанщиков — 4, кузнецких пашенных крестьян — 30, томский пашенный крестьянин — 1, посадских людей — 14, служилых абинских татар — 20, подгородных телеутов — 48, новокрещённых — 3. Служилых людей было всего 272 человека. Командиром был Яков Максюков — участник предыдущих экспедиций в «Телеутскую землицу».
По мнению исследователя истории Бийска С. Ю. Исупова, построенное казаками у слияния Бии и Катуни укрепление было «тыновым острогом». Он был «квадратным или прямоугольным в плане, с периметром стен не более 160—180 метров. Функции оборонительной ограды выполнял тын — вертикально вкопанные в землю на одну треть длины и заострённые сверху бревна длиной 5—6 метров. С наружной стороны стеновые укрепления острога дополнялись земляным валом и рвом, а перед ним в землю вкапывались надолбы и рогатки, сделанные из деревянных брусьев или горбыля».
После окончания строительства в остроге остался гарнизон из 100 человек с двумя пушками. Известно, что позже гарнизон был заменён новой годовой сменой. Всего летом 1710 года в нём размещалось не более 150 защитников. Из Тобольска были отправлены несколько небольших пушек. Но в острог до осады их не успели доставить. Чертёж Бикатунского острога 1709 года до сих пор не найден. Также не известно, кто именно был его первым приказчиком (комендантом). Им мог быть дворянин Андрей Попов, названный первым в списке участников строительства, либо указанный там же сын боярский Степан Грошевский.

## Осада 1710 года
В мае 1710 года находившаяся в остроге гарнизонная сотня была заменена новым гарнизоном во главе с сыном дворянским Андреем Муратовым. В это время князь Джунгарии Цэван Рабдан-хунтайджи готовил военное нападение на Кузнецкую крепость. Однако внезапная операция была осложнена тем, что переправа на обычном месте, где теперь находился Бикатунский острог оказалась невозможна. Войску джунгар под руководством князя Доухар-Зайсана пришлось переправляться выше по течению Бии (вероятно, в районе современного села Усятское). Предупреждённый гарнизон Кузнецка использовал это время для подготовки к обороне. Нападение было отбито, хотя окрестности Кузнецка подверглись разорению. Отступая, Доухар-Зайсан в августе осадил Бикатунский острог. При этом, двигаясь со стороны Кузнецка, джунгары подошли к нему с береговой тыловой стороны. Вместе с джунгарами в осаде участвовали «белые калмыки» под командованием Шала Табунова. В это время несколько десятков казаков были отправлены комендантом Муратовым в дальнюю разведку, что ослабило гарнизон крепости.
Участники обороны острога описывали её так: «Пришед де ис под Кузнецка под новпостроенную Бийкатунскую крепость, и вышепомянутой князец Духар с калмыки острог осадили. И служивые люди которые были в той Бийкатунской крепости на обереговой службе, с ними калмыки, бились трои сутки днем и ночью. И оные калмыки, подошед под острог, башни и острог зажгли. И они, де, служивые люди, из острогу чрез протоку убежали в остров и одну пушку железную, затинную, да бочку с порохом унесли с собой. А другую де пушку, медную, ис того острогу взять не успели, за разорением …». Плотный огонь казаков держал кочевников на расстоянии, превышающем дальность полёта стрел. Небольшие очаги пожаров защитники тушили водой, из специально сделанных запасов, мокрыми кошмами и песком. Но силы гарнизона таяли, закончились и боеприпасы.
Историки В. Бородаев и А. Контев сомневаются в достоверности сообщения защитников об ожесточенной трёхсуточной осаде. О погибших в российских документах не сообщается. Убитые в пограничных военных столкновениях, как правило, перечислялись либо поимённо — в послужных списках, либо суммарно — в перечнях претензий к соседнему государству. Уничтожение российской крепости на устье Бии в 1710 году неоднократно фигурировало в числе претензий к джунгарам. Однако всегда речь шла только о сожжении острога, а не о гибели людей. Это позволяет предположить, что рассказ казаков об ожесточённом трёхсуточном сражении не соответствует действительности. Возможно, людских потерь удалось избежать благодаря переговорам, которые привели к сдаче крепости и временному пленению бо́льшей части гарнизона. Возможно острог был сдан его гарнизоном заведомо превосходящим силам, а сообщения о трёхдневной осаде были сфабрикованы после возвращения в Кузнецк. Целью джунгаров было уничтожение острога. Когда эта цель была достигнута, пленные были отпущены и смогли вернуться в Кузнецкую крепость.
Позже сам Цэван Рабдан так писал об этом российскому послу Ивану Чередову: «Духа зайсан… постановленной острожек на своей земле сбил а началова человека Андрея во штидесять человеках взял и отпустил в свои городы».

## Значение острога
Бикатунский острог стал первым русским военным укреплением и населённым пунктом на территории современного Алтайского края. Его появление стало важным событием в военной экспансии Российской империи в «Телеутскую землицу» и далее в район Горного Алтая и повлияло на развитие дипломатических отношений между Российской империей и Джунгарским ханством.

## Новый острог
В апреле 1717 года губернатор Сибирской губернии М. П. Гагарин дал указание кузнецкому коменданту полковнику Б. А. Синявину о немедленном строительстве нового острога у слияния рек Бии и Катуни. Для этого снарядили отряд, собранный из числа всех укреплённых поселений уезда. Новый поход в телеутские земли начался в середине июня 1717 года. Военной экспедицией командовал сын руководителя строительства первого Бикатунского острога Якова Максюкова — Иван Максюков. Отряд состоял из служилых людей, казаков, состоявших на русской службе, сибирских татар и телеутов количеством 420 человек и нескольких десятков крестьян.
В июле того же года Максюков доложил в Кузнецк о сооружении острога на Белом Яру возле реки Оби (недалеко от сегодняшнего города Барнаула). Но стратегически важный район в Верхнем Приобье по-прежнему оставался без русской крепости. В июле следующего 1718 года на Бию прибыл новый отряд для восстановления военного форпоста. Однако новую Бикатунскую крепость по неизвестным причинам соорудили выше по течению реки от прежнего места. Именно на месте этой новой крепости постепенно сформировался населённый пункт, ставший городом Бийском. Однако датой основания города считается постройка старого Бикатунского острога.
В 1732 году Бикатунская крепость была переименована в Бийскую. Новая крепость находилась в старой части современного Бийска, на месте сквера имени Кузьмы Фомченко.